# Philodromus angulobulbis
Philodromus angulobulbis là một loài nhện trong họ Philodromidae.
Loài này thuộc chi Philodromus. Philodromus angulobulbis được miêu tả năm 2008 bởi Szita & Dmitri Viktorovich Logunov.